# Píšť (Opavai járás)
Píšť település Csehországban, a Opavai járásban. Píšť Vřesina, Závada, Chuchelná, Bělá és Hať településekkel határos. Lakosainak száma 2085 fő (2024. január 1.).

## Népesség
A település lakosságának változását az alábbi diagram mutatja:
| Lakosok száma | 1270 | 1503 | 1761 | 1693 | 2097 | 2097 | 2138 | 2114 | 2078 | 2085 |
|               | 1869 | 1890 | 1921 | 1950 | 1980 | 2001 | 2017 | 2019 | 2022 | 2024 |